# Mischkultur

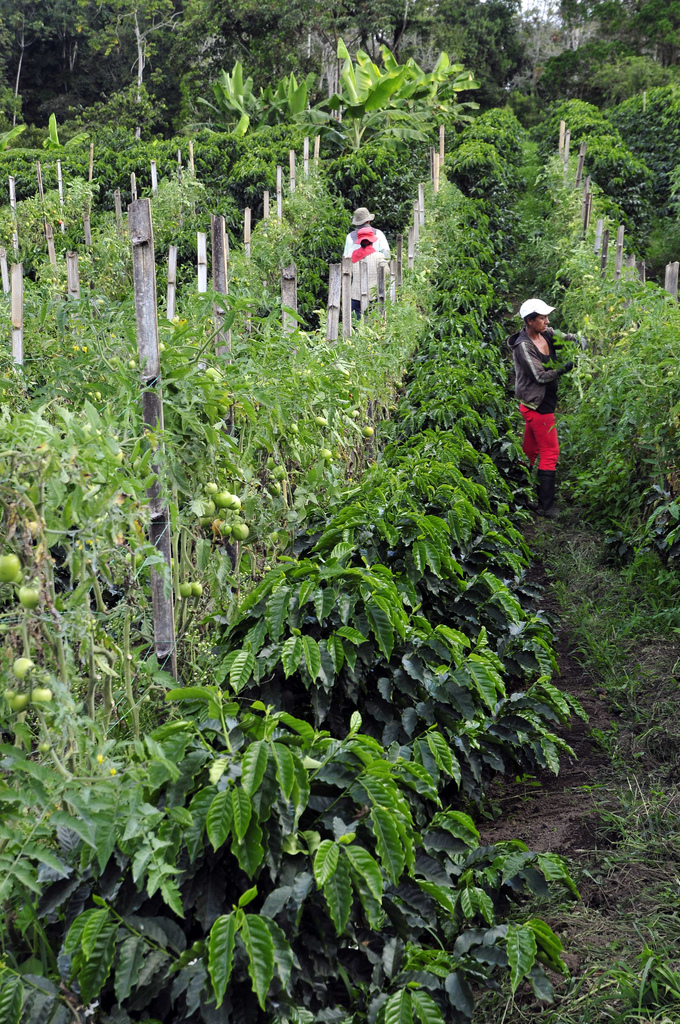
Mischanbau von Kaffee und Tomaten in Kolumbien

Die Mischkultur (seltener: Mischanbau und Mischfruchtanbau) ist der ökologisch und ökonomisch begründete und vom Menschen herbeigeführte gleichzeitige Aufwuchs mehrerer Nutzpflanzenarten auf gleicher Fläche. Sie wird in Gartenbau, Landwirtschaft und Privatgarten angewendet. Mischkultur soll in richtiger Zusammensetzung die Nachteile von Monokulturen vermeiden. Außerhalb des Pflanzenbaus wird eine Mischung verschiedener Pflanzen als Pflanzengesellschaft bezeichnet.

## Varianten der Mischkultur
- Pflanzengesellschaft: Eine Pflanzengesellschaft bezeichnet eine bestimmte, typische Artzusammensetzung (Biozönose) von Pflanzen an einem Standort. Die Lehre von der Vergesellschaftung von Pflanzen bezeichnet man auch als Pflanzensoziologie.
- Mischkultur allgemein: Am stärksten wird die Mischkultur im Bio-Anbau und im Speziellen in der Variante Demeter angewendet. Sehr verbreitet ist sie auch im Hausgarten.
- Etagenkultur: In Etagenkulturen werden hochwüchsige Arten mit schattenverträglichen kleinwüchsigen Arten so kombiniert, dass ihre oberirdischen Profile den Raum gleichmäßig nutzen.
- Rand- und Zwischenpflanzung: 2–3 Reihen Mais oder Sonnenblumen in größeren Abständen im und am Rand des Feldes verhindern zu starke Windeinflüsse auf die Nutzkultur oder dienen als Sichtschutz.
- Untersaaten: Im Rebbau wird der Boden nicht unbewachsen gehalten, sondern mit Grasmischungen besät. Im Kohl- und Lauch-Anbau wurde versucht, mit Kleeuntersaaten den Befall durch Thripse zu vermindern. Auch bei der Rinnenkultur von Erdbeeren in Tunnels führten Untersaaten zu vermindertem Schädlingsdruck.
- Züchtung: In der Pflanzenzüchtung werden verschiedene Genotypen einer Art angebaut, um das Problem unterschiedlicher Abblütezeiten bei der Produktion von Zuchtausgangsmaterial zu reduzieren oder durch die Kombination verschiedener Genotypen gezielt Hybridsaatgut zu produzieren. Durch Beimischung von Populationssaatgut zu Hybridsaatgut wird die Bestäubung in der Getreideproduktion (z. B. Roggen) gesichert.
- Zwischenkultur: Die Zwischenkultur ist das zeitlich begrenzte gemeinsame Kultivieren von Nutzpflanzen. Zwei bis drei Nutzpflanzen werden nacheinander gesät und gepflanzt. Auch geerntet wird zu verschiedenen Terminen. In Frankreich heißt dies entre-culture. Zwischenkultur kann auch das Dazwischenpflanzen mit der gleichen Nutzpflanze sein. Hier ist heute die einzige kommerziell genutzte Zwischenkultur das Pflanzen von Tomaten in eine vorhandene Tomatenkultur, wenn bei dieser die letzten Früchte geerntet werden (keine echte Mischkultur).

## Beurteilung
Vorteile:
- Die Massenausbreitung von Schädlingen und Krankheiten, die besonders in Monokulturen ein Problem ist, wird durch das Anpflanzen von Mischkulturen erschwert, ein Totalausfall der Ernte vermieden. Je nach Anbauart Reihenkultur, Mischung innerhalb der Reihe, oder direkte Mischsaat wird schon die Wanderung der Schädlinge erschwert, da die nächste geeignete Pflanze nicht direkt daneben wurzelt, sondern andere Pflanzen dazwischen den Weg versperren.[1]
- Bei Vermischung der Gerüche (Duftstoffe) durch den Einsatz einer geeigneten Partnerpflanze werden Schädlinge gar nicht erst angelockt oder verwirrt.[1]
- Auch die Wurzelausscheidungen mancher Pflanzen können schädlingsabweisend sein und unterstützen so ihre Nachbarpflanzen.[1]
- Nützlinge und Schädlinge entwickeln sich gleichzeitig nebeneinander. Bestimmte Nutzpflanzen können evtl. so Schädlinge auch für anfällige Pflanzen abwehren oder sie als Fangpflanzen „weglocken“.
- Gleichmäßigere und bessere Ausnutzung der Nährstoffe im Boden, da die bebaute Fläche immer bewachsen ist und die unterschiedlichen Pflanzen unterschiedliche Nährstoffe benötigen. Dadurch entsteht kein schädliches Nährstoff-Überangebot. Pflanzen, bei denen ein jährlicher Fruchtwechsel nicht möglich ist (Bäume Büsche oder andere Mehrjährige Kulturen), werden durch gute Partner mit Nährstoffen und Schutz versorgt.[1]
- Erosionsschutz je nach Kombination, durch den ständigen Bewuchs wird der Boden ständig geschützt.
- Durch dauerhafte Beschattung bleibt die Feuchtigkeit besser in der Erde gebunden und es kommt nicht zu Bodenverhärtungen durch übermäßige Sonneneinstrahlung.[1]
- Größere Pflanzen wie Mais, Sonnenblumen, (Beeren-)Büsche können als Windschutz dienen.
- Oft werden Pflanzen einer Art in verschiedenen Sorten gemischt gepflanzt. Dies ist bei bunten Salaten (Lollo rot und grün, Eichblatt rot und grün, Kopfsalat rot und grün) üblich, um mit wenig Aufwand gemischt sortierte Kisten zusammenstellen zu können.
- Kombination gleicher Arten zur Kreuzung.
- Im Garten- und Landschaftsbau werden bei der Anlage von Gärten und Parks bewusst Mischkulturen, eigentlich Pflanzengesellschaften angelegt. Damit wird erreicht, dass Pflanzen im Wuchs und Standort zueinander passen. Gleichzeitig ist auch eine Farbwahl möglich und eine Koordinierung der Blühphasen im Jahresverlauf: ein Garten, in dem alles orange blüht, in dem immer wieder etwas blüht oder Farbspiele mit Gräsern.
- Im Getreideanbau können verschiedene Gemengepartner unterschiedlich auf Wetterbedingungen während der Wachstumsperiode reagieren und damit die Sicherheit eines Gelingens des gesamten Gemenges erhöhen.

Nachteile:
- Im erwerbsmäßigen Anbau wird das Ernten meist erschwert, teilweise können die anderen Nutzpflanzen bei der Ernte beschädigt werden. Bei der Ernte von Radieschen wird z. B. der später zu erntende Kopfsalat durch herabfallende Erde beschmutzt.
- Nicht immer lässt sich der Saat- und Pflanztermin für einen optimalen Erntezeitpunkt bestimmen.
- Nicht alle Nutzpflanzen können kombiniert werden, weil sie sich gegenseitig durch wuchernden Wuchs oder ihre Größe behindern (Konkurrenz).
- Einige Pflanzen wirken auch durch ihre Wurzelausscheidung und andere Effekte schädigend auf die anderen Pflanzen. Dies ist zum Beispiel von Wermut und Guayulestrauch bekannt.
- Einzelne Nutzpflanzen ziehen auch Schädlinge an und damit in die Mischkultur. Werden diese Pflanzen geerntet, geht ein Teil der Schädlinge auf sonst nicht befallene Pflanzen über und schädigen diese.
- Die Nutzeffekte sind in vielen Fällen nicht besonders ausgeprägt, und die Maßnahmen zur Mischkultur entstanden oft aus rein theoretischen Überlegungen, häufig ist das Wirkungspotential empirisch wenig belegt.

## Grundsätzliche Überlegungen zur Kombination von Nutzpflanzen

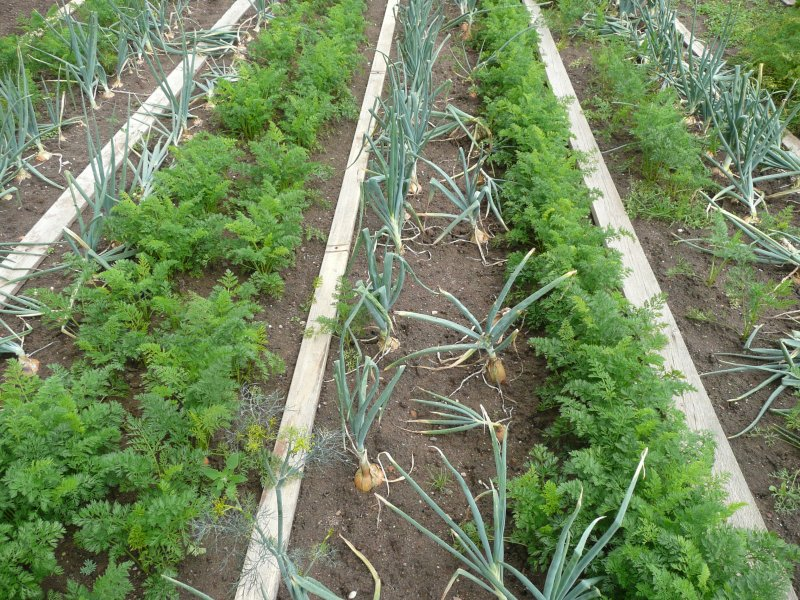
Karotten und Zwiebeln werden häufig nebeneinander angebaut

- Mischkulturen von Nutzpflanzen der gleichen Familie sind nicht sinnvoll, weil sie teilweise durch die gleichen Schädlinge und Krankheiten befallen werden.
- In älterer Literatur wird empfohlen, Flachwurzler zusammen mit Pfahlwurzlern (Tiefwurzlern) zu pflanzen. Beide nehmen sich kaum Platz und Nährstoffe weg. Manche haben die Eigenart, den Schädling des Nachbarn fernzuhalten, beispielsweise Zwiebel und Möhre.

## Forschungsgeschichte
Die Idee zur Mischkultur entstand zusammen mit dem Kleingartenwesen, da hier das Problem der sehr stark begrenzten Fläche besteht. So findet sich in einer Schrift des Landesverbands der Gartenbauvereine Nordrhein-Westfalen aus dem Jahr 1948 zudem der Hinweis auf die „Harmonie im Gartenraum“. Ökologische Ansätze finden sich erst in der neueren Literatur ab den 1970er Jahren.
Wie sich Pflanzen gegenseitig hemmen oder fördern, untersucht eine eigene wissenschaftliche Disziplin, die Allelopathie. Der Wiener Hans Molisch führte diesen Begriff in den 1930er Jahren ein, aber bekannt sind Wechselwirkungen zwischen verschiedenen Pflanzen schon viel länger und viele erfahrene Gärtner:innen schwören auf bestimmte Pflanzpartnerschaften.

## Anbau-Kombinationen
vorteilhafte:
- Bunte Salate verschiedener Sorten in einzelnen Reihen auf dem gleichen Beet zur besseren Ernte gemischter Kisten.
- Zwiebeln zusammen mit Möhren,
- Kohl oder Mais zusammen mit Bohne
- Linsen zusammen mit Getreide als Rankhilfe
- Eine Mischkultur mit alter Tradition ist der Anbau von Kürbissen zusammen mit Mais und Bohnen, welche auch die „Drei Schwestern“, oder Milpa genannt wird. Diese Kulturform war vor allem bei den Maya, aber auch bei vielen anderen indigenen Völkern des nordamerikanischen Kontinents weit verbreitet.
- Hafer mit Gerste. In trockenen Jahren wird die Gerste begünstigt, in nassen Jahren der Hafer. Faustregel zur Sortenwahl: Früher Hafer,     späte Gerste.

ungünstige:
- Erbsen und Knoblauch,
- Tomaten oder Gurken mit Rettich,
- Buschbohnen oder Kohlgewächse mit Zwiebeln
- Erdbeerklee und Weißklee